# Santiago Black Ravens 2019
Questa voce raccoglie le informazioni riguardanti i Santiago Black Ravens nelle competizioni ufficiali della stagione 2019.

## LNFA Serie A 2019

### Stagione regolare
| Coslada 20 gennaio 2019, ore 12:00 | Camioneros de Coslada | 47 – 0 referto | Santiago Black Ravens | Polideportivo Valleaguado |

| Santiago di Compostela 3 febbraio 2019, ore 12:00 | Santiago Black Ravens | 6 – 19 referto | Gijón Mariners | Campo de fútbol municipal de As Cancelas |

| Rivas-Vaciamadrid 9 febbraio 2019, ore 16:00 | Osos de Rivas | 40 – 0 referto | Santiago Black Ravens | Polideportivo Cerro del Telégrafo |

| Santiago di Compostela 24 febbraio 2019, ore 12:00 | Santiago Black Ravens | 0 – 68 referto | Las Rozas Black Demons | Campo de fútbol municipal de As Cancelas |

| Santiago di Compostela 3 marzo 2019, ore 12:00 | Santiago Black Ravens | 0 – 42 referto | Camioneros de Coslada | Campo de fútbol municipal de As Cancelas |

| Gijón 16 marzo 2019, ore 16:00 | Gijón Mariners | 48 – 8 referto | Santiago Black Ravens | Complejo Deportivo Las Mestas |

| Santiago di Compostela 24 marzo 2019, ore 12:00 | Santiago Black Ravens | 2 – 40 referto | Osos de Rivas | Campo de fútbol municipal de As Cancelas |

| Saragozza 7 aprile 2019, ore 12:00 | Zaragoza Hurricanes | 45 – 0 referto | Santiago Black Ravens | Campo de Rugby David Cañada |

## Statistiche di squadra
| Competizione      | %Vittorie | In casa | In casa | In casa | In casa | In casa | In casa | In trasferta | In trasferta | In trasferta | In trasferta | In trasferta | In trasferta | Totale | Totale | Totale | Totale | Totale | Totale |
| Competizione      | %Vittorie | G       | V       | N       | P       | Pf      | Ps      | G            | V            | N            | P            | Pf           | Ps           | G      | V      | N      | P      | Pf     | Ps     |
| ----------------- | --------- | ------- | ------- | ------- | ------- | ------- | ------- | ------------ | ------------ | ------------ | ------------ | ------------ | ------------ | ------ | ------ | ------ | ------ | ------ | ------ |
| Stagione regolare | .000      | 4       | 0       | 0       | 4       | 8       | 169     | 4            | 0            | 0            | 4            | 8            | 180          | 8      | 0      | 0      | 8      | 16     | 349    |
| Totale            | .000      | 4       | 0       | 0       | 4       | 8       | 169     | 4            | 0            | 0            | 4            | 8            | 180          | 8      | 0      | 0      | 8      | 16     | 349    |